# The Idolmaster Must Songs
A The Idolmaster Must Songs Presented by Taiko no Tatsujin (アイドルマスター マストソングスPresented by 太鼓の達人; stlizálva THE iDOLM@STER MUST SONGS Presented by Taiko no Tatsujin) ritmusjáték, melyet a Bandai Namco Entertainment fejlesztett és jelentett meg 2015. december 10-én, kizárólag PlayStation Vita kézikonzolra. Ugyan a játék az Idolmaster sorozat tagja, azonban játékmenetét a Taiko no tacudzsin sorozatból kölcsönzi. A Must Songs két különálló verzióban, Aka-ban (赤盤, ’Piros lemez’) és Ao-ban (青盤, ’Kék lemez’), eltérő számlistával jelent meg. Az Aka-ban az eredeti The Idolmaster sorozatból tartalmaz dalokat, míg az Ao-ban a 2nd Vision játékokból. Mindkét változatban 40 dal szerepel. A játékot 32/40-es pontszámmal díjazta a japán Famicú szaklap.